# Resolution (Schiff, 1916)
Die HMS Resolution war ein Schlachtschiff der Revenge-Klasse, das in den 1910er-Jahren für die Royal Navy gebaut wurde.

## Geschichte
Die Resolution wurde am 29. Januar 1913 von Palmers in Jarrow auf Kiel gelegt, am 14. Januar 1915 vom Stapel gelassen und am 30. Dezember für den Einsatz in der Grand Fleet in Dienst gestellt.

### Erster Weltkrieg
Im August 1914 – nach dem Ausbruch des Ersten Weltkriegs – lag der größte Teil der Flotte kurzzeitig (22. Oktober bis 3. November) in Lough Swilly, Irland, während die Verteidigungsanlagen in Scapa Flow verstärkt wurden. Am Abend des 22. November 1914 unternahm die Grand Fleet einen erfolglosen Vorstoß in die südliche Hälfte der Nordsee. Am Abend des 23. Januar lief der größte Teil der Grand Fleet von Scapa Flow aus, um Beattys Schlachtkreuzer zu unterstützen, war jedoch zu weit entfernt, um am folgenden Tag am Gefecht auf der Doggerbank teilnehmen zu können. Vom 7. bis zum 10. März unternahm die Grand Fleet eine Aufklärungsfahrt in der nördlichen Nordsee, bei der sie Übungsmanöver durchführte. Vom 17. bis 19. April fanden Patrouillenfahrten statt, gefolgt von Geschützübungen vor den Shetland-Inseln am 20. und 21. April. Vom 17. bis zum 19. Mai und vom 29. bis zum 31. Mai unternahm die Grand Fleet Vorstöße in die zentrale Nordsee, ohne auf deutsche Schiffe zu stoßen. Vom 11. bis zum 14. Juni führte die Flotte erneut Geschütz- und Gefechtsübungen westlich von Shetland durch. Vom 2. bis zum 5. September unternahm die Flotte eine weitere Fahrt in der Nordsee, bei der sie Geschützübungen durchführte und verbrachte den Rest des Monats mit zahlreichen Trainingsübungen. Vom 13. bis zum 15. Oktober unternahm das Schiff zusammen mit dem Großteil der Grand Fleet einen weiteren Einsatz in der Nordsee. Fast drei Wochen später, vom 2. bis zum 5. November, nahm die Resolution an einer weiteren Flottenübungsoperation westlich von Orkney teil. In der Nacht zum 25. März verließen die Resolution und der Rest der Flotte Scapa Flow, um Beattys Schlachtkreuzer bei dem Angriff auf den deutschen Zeppelinstützpunkt in Tondern zu unterstützen. Als sich die Grand Fleet am 26. März dem Gebiet näherte, hatten sich die britischen und deutschen Streitkräfte bereits getrennt und ein starker Sturm bedrohte die kleineren Schiffe, so dass die Flotte den Befehl erhielt, zur Basis zurückzukehren. Am 21. April führte die Grand Fleet ein Ablenkungsmanöver vor Horns Riff durch, um es der kaiserlich russischen Marine zu ermöglichen, ihre Minenfelder in der Ostsee neu zu verlegen. Am 24. April kehrte die Flotte nach Scapa Flow zurück, erhielt dort neuen Proviant, neue Munition und neue Kohle und stach erneut in Richtung englischer Ostküste in See, da man aufgrund von Geheimdienstberichten einen Angriff der Deutschen auf Lowestoft befürchtete, aber erst in dem Gebiet ankam, nachdem sich die Deutschen bereits zurückgezogen hatten.

### Anschließende Aktivitäten
Die Grand Fleet lief am 18. August aus, um die Hochseeflotte auf ihrem Vormarsch in die südliche Nordsee aus dem Hinterhalt anzugreifen, aber eine Reihe von Fehlmeldungen hinderte Admiral Jellicoe daran, die deutsche Flotte abzufangen, bevor sie in den Hafen zurückkehrte. Zwei leichte Kreuzer wurden während der Operation von deutschen U-Booten versenkt, was Jellicoe zu der Entscheidung veranlasste, die größeren Einheiten der Flotte südlich von 55° 30' Nord nicht zu riskieren, da es dort viele deutsche U-Boote und Minen gab. Die Admiralität stimmte dem zu und legte fest, dass die Grand Fleet nicht ausrücken würde, es sei denn, die deutsche Flotte versuchte eine Invasion Großbritanniens oder es bestand die große Möglichkeit, dass sie unter geeigneten Bedingungen zu einem Gefecht gezwungen werden könnte.
Am 22. April 1918 fuhr die Hochseeflotte zum letzten Mal nach Norden, um einen Konvoi nach Norwegen abzufangen, musste aber zwei Tage später umkehren, nachdem der Schlachtkreuzer Moltke einen Motorschaden erlitten hatte. Die Grand Fleet lief am 24. April von Rosyth aus, als die Operation entdeckt wurde, konnte die Deutschen aber nicht mehr einholen.

### Zwischenkriegszeit
Nach dem Kriegsende wurde die Resolution im April 1919 dem 1. Schlachtgeschwader der Atlantik-Flotte zugeteilt. Aufgrund des Griechisch-Türkischen Krieges beschloss die britische Regierung, eine Flotte in das östliche Mittelmeer zu entsenden. Daher wurde die Resolution zusammen mit dem 1. Schlachtgeschwader im April 1920 zur Mittelmeerflotte abkommandiert. Dort nahm das Schiff im Juli 1920 an Operationen gegen türkische Nationalisten in Istanbul (damals Konstantinopel) und im Schwarzen Meer teil.
Im Mai 1921 wurde das 1. und 2. Schlachtgeschwader zu einem einzigen Geschwader zusammengefasst, wobei die Resolution und ihre vier Schwestern die 1. Division und die fünf Schiffe der Queen-Elizabeth-Klasse die 2. Division bildeten. Zum Ende des Griechisch-Türkischen Kriegs im September 1922 wurde die Resolution erneut zur Mittelmeerflotte entsandt. Am 10. Januar 1924 kollidierte die Resolution bei Übungsmanövern im Ärmelkanal mit dem dicht unter der Oberfläche laufenden U-Boot L24, das daraufhin mit der gesamten Besatzung von 43 Mann sank. Im Rahmen der Flottenumstrukturierung vom 1. November wurden die 2. Division zur Mittelmeerflotte versetzt und die Schiffe der 1. Division bildeten das 1. Schlachtgeschwader der Atlantic Fleet.

### Zweiter Weltkrieg
Nach dem Ausbruch des Krieges im September 1939 wurde die Resolution der Channel Force in Portland zugeteilt. Nachdem der deutsche Schwere Kreuzer Admiral Graf Spee das Handelsschiff SS Clement versenkt hatte, erhielt die Resolution am 1. Oktober Order, sich dem South Atlantic Command anzuschließen. Vier Tage später wurde der Befehl jedoch widerrufen und die Resolution zusammen mit der Revenge zur North Atlantic Escort Force entsandt. Am 5. Dezember beförderte sie eine Ladung Goldbarren nach Kanada und begleitete anschließend Truppenkonvoi TC.1 mit 7.400 Mann der kanadischen 1. Division von Kanada nach Großbritannien.

#### Norwegen
Im April schloss sie sich wieder der Home Fleet an. Ende des Monats wurde sie nach Narvik entsandt um die Warspite zu entsetzen. Am 3. Mai bombardierten das Schiff und der Leichte Kreuzer Aurora die deutschen Stellungen um Beisfjord. Vom 12. bis zum 13. Mai unterstützte sie die Anlandung von zwei Bataillonen der französischen Fremdenlegion. Sie hatte fünf Hotchkiss H-39 und mehrere Landungsfahrzeuge an Bord. Drei der Panzer wurden zuerst an Land geschickt; während die deutschen Verteidiger versuchten, die Anlandung, abzuwehren, beschossen die Resolution und die Kreuzer und Zerstörer die deutschen Verteidigungsanlagen in dem Gebiet.
Am 16. Mai 1940 wurde die Resolution vor Narvik, von Junkers Ju 88 der II. Gruppe des Kampfgeschwaders 30 angegriffen und von einer 1000-kg-Bombe getroffen. Die Bombe traf das Schiff auf dem Oberdeck achtern zwischen den Geschütztürmen „X“ und „Y“. Sie durchdrang das Deck und durchschlug zwei weitere Decks nach unten, bevor sie explodierte. Zwei Männer wurden getötet und siebenundzwanzig verletzt. Der Schaden war jedoch gering. Abgesehen von dem entstandenen Loch und kleinen Bränden war die Kampffähigkeit des Schiffes in keiner Weise beeinträchtigt. Trotzdem wurde das Schiff nach Scapa Flow zurückbeordert und nahm an keinerlei Kampfhandlungen mehr in Narvik teil. Im Juni wurde sie ins Mittelmeer beordert, wo sie am 28. Juni der Eingreiftruppe Force H angeschlossen wurde.

#### Mers-el-Kébir
Mit der Kapitulation Frankreichs am 22. Juni 1940 lag das Gros der französischen Flotte in Mers-el-Kébir. Da der britische Premierminister Winston Churchill sehr beunruhigt war, die französischen Schiffe könnten in die Hände der Deutschen gelangen und er den Zusagen der Vichy-Regierung nicht glaubte, dass sie einen Zugriff der Deutschen auf die Schiffe verhindern würde, beabsichtigte er, den Franzosen ein Ultimatum zu stellen. Das Ultimatum sah vor, dass die Franzosen sich entweder den Alliierten anschließen oder aber ihre Schiffe an die Briten übergeben sollten. Am Mittwoch, den 3. Juli 1940 erschien Force H unter dem Kommando von Vizeadmiral James Fownes Somerville, bestehend aus der Resolution, dem Flugzeugträger Ark Royal, dem Schlachtkreuzer Hood, den Schlachtschiffen Valiant und Nelson sowie weiteren Kreuzern und Zerstörern vor der Hafeneinfahrt. Somerville funkte an Admiral Marcel Gensoul, um ihm die britischen Forderungen mitzuteilen. Nachdem das Ultimatum abgelaufen war, eröffnete die Resolution zusammen mit der Hood und der Valiant das Feuer. Die Dunkerque, die Provence und die Bretagne wurden getroffen und schwer beschädigt; letztere explodierte und sank. Nachdem Somerville das Feuer hatte einstellen lassen, um Gensoul eine weitere Chance zu geben, übersah er, dass die Strasbourg zusammen mit den fünf verbliebenen Zerstörern hinter dem dichten Rauch der Explosionen ins offene Meer entkommen waren. Die Strasbourg erreichte zusammen mit den Zerstörern Volta, Tigre und Le Terrible am Abend des 4. Juli Toulon.

#### Dakar
Nachdem die französische Flotte am 3. Juli 1940 im Rahmen von Operation Catapult fast vollständig zerstört worden war, war den Briten nicht klar, wie sich die einzelnen französischen Kolonien verhalten würden. Daher wurde beschlossen, eine Flottille aus 17 Schiffen, darunter der Flugzeugträger Ark Royal, die Schlachtschiffe Resolution und Barham sowie die eingeschiffte 101. Brigade der Royal Marines und die 13. Brigade der Fremdenlegion nach Dakar zu senden. Am Morgen des 23. September gegen 5:15 Uhr tauchten die Briten vor Dakar auf und Cunningham stellte dem französischen Kommandanten das gleiche Ultimatum wie in Mers-el-Kebir. Nachdem die Franzosen jegliche Verhandlung abgelehnt hatten, eröffneten sie gegen 7:55 Uhr das Feuer. Um 10:07 Uhr signalisierte Cunningham den Franzosen, das Feuer einzustellen, da er sonst „bedauernswerterweise gezwungen sei, das Feuer zu erwidern“. Da die Franzosen weiter feuerten, näherten sich die Briten auf etwa 3,6 Kilometer und eröffneten ihrerseits um 11:04 Uhr das Feuer.
Die schlechte Sicht verhinderte ein genaues Schießen, sodass die beiden Schlachtschiffe nur einen einzigen Treffer auf einem Frachter erzielten. Da Cunningham keine Möglichkeit sah, die französischen Streitkräfte im Hafen auszuschalten, brach er den Angriff ab. Am nächsten Tag nahmen die Schiffe den Beschuss wieder auf und Cunningham befahl einen Luftangriff auf die Richelieu. Um 9:35 Uhr eröffneten die Geschütze der Franzosen das Feuer auf die Briten, die das Feuer sofort erwiderten. Dabei erzielten sie einen einzigen Treffer auf der Richelieu, der kaum Schaden anrichtete. Zehn Minuten später fiel das Feuerleitsystem der Resolution aus, was ihre Fähigkeit, präzise zu feuern, drastisch einschränkte. Gegen 13:00 Uhr zogen sich die Briten zurück, bevor sie um 13:05 Uhr erneut angriffen. Keines der britischen Schiffe erzielte einen Treffer. Cunningham war gezwungen, sich erneut zurückzuziehen. Er war jedoch entschlossen, am nächsten Morgen einen weiteren Angriff zu unternehmen. Am 25. September gegen 9:00 Uhr machten sich beide Schlachtschiffe für einen weiteren Angriff bereit; dieses Mal unterstützt von zwei schweren Kreuzern. Dabei griff das französische U-Boot Bévéziers die Resolution mit Torpedos an. Einer der Torpedos traf die Resolution an Backbord mittschiffs. Dies führte zu einem Wassereinbruch, der das Schiff um 12° krängen ließ. Darüber hinaus brach im Kesselraum ein Feuer aus, wodurch die Maschinenanlage ausfiel. Die Resolution war gezwungen, sich zurückzuziehen und musste von der Barham zur Reparatur nach Freetown geschleppt werden. Im März 1941 kehrte die Resolution nach Portsmouth zurück und begab sich anschließend nach Philadelphia, wo sie im Rahmen von Lend-Lease repariert und modernisiert wurde. Die Arbeiten waren im September 1941 abgeschlossen.

#### Indischer Ozean
Anfang August 1941 beabsichtigte die Admiralität, eine starke Flotte im Indischen Ozean aufzubauen, die in den Häfen von Colombo und Trincomalee stationiert werden sollte. Zunächst durch die Einwände des Premierministers auf die Royal Sovereign und die Revenge beschränkt, forderte Admiral Tom Phillips im Dezember die Entsendung drei weiterer Schiffe, darunter die Resolution. Im Januar 1942 verließ das Schiff England mit Kurs in Richtung Kapstadt, wo es sich mit dem Flugzeugträger Formidable, der Revenge und der Warspite zusammenschloss und am 26. März Colombo erreichte. Trotz zahlenmäßiger Überlegenheit von 2:4 Schlachtschiffen war die Warspite dank ihrer Modernisierung als Einzige in der Lage, zusammen mit den britischen Flugzeugträgern zu operieren. Dies führte dazu, dass die Resolution sowie ihre drei Schwesterschiffe nur zum Geleitschutz eingesetzt werden konnten. Im März erhielt Admiral Somerville, Befehlshaber der Eastern Fleet, Informationen, die darauf hindeuteten, dass die japanische Fast Carrier Strike Force unter dem Kommando von Nagumo Chūichi beabsichtigte, Colombo anzugreifen, was ihn dazu veranlasste, seinen Stützpunkt in das Addu-Atoll auf den Malediven zu verlegen. Um den Japanern zuvorzukommen, beabsichtigte er, Nagumos Flotte bei einem nächtlichen Angriff zu vernichten. Er teilte seine Flotte in zwei Gruppen auf: Force A, bestehend aus den beiden Flugzeugträgern, der Warspite und vier Kreuzern, und Force B, die sich aus der Resolution und ihren Schwestern sowie dem Träger Hermes zusammensetzte. Nachdem er drei Tage lang erfolglos nach der japanischen Flotte gesucht hatte, kehrte Somerville zum Addu-Atoll zurück. Nachdem Somerville am 5. April die Meldung erhalten hatte, dass die japanische Flotte Colombo angegriffen habe, zog er die Resolution und ihre drei Schwestern ab und verlegte sie nach Mombasa, wo sie die Schifffahrtswege im Nahen Osten und im Persischen Golf sichern sollten. Im Februar 1943 beteiligte sich die Resolution an der Operation Pamphlet, bei der sie die 30.000 Mann der 9. Division der australischen Armee von Ägypten nach Sydney begleitete.

### Nachkriegszeit
Im September 1943 kehrte sie in die Heimat zurück, wo sie nach ihrer Ankunft in Rosyth für eine Überholung ausgemustert wurde. Nach dem Abschluss der Arbeiten im Oktober wurde sie in die Reserve versetzt und am 30. Juni der Ausbildungseinrichtung HMS Imperieuse zugeteilt, wo sie als Ausbildungsschiff für Heizer eingesetzt wurde. Am 2. Februar 1948 wurde das Schiff von der Marineliste gestrichen und am 5. Mai an British Iron & Steel Co. zum Abwracken verkauft.

## Technik
Das Schiff hatte eine Gesamtlänge von 189,20 m, eine Breite von 27 m und einen Tiefgang von 10,20 m. Die Verdrängung lag zwischen 30.060 t und 33.350 t.

### Antrieb
Die Resolution war mit zwei Parsons-Turbinen ausgestattet, die jeweils zwei Wellen antrieben und insgesamt 40.000 Shp (30.000 kW) entwickelten, mit denen sie eine Höchstgeschwindigkeit von 21,9 Knoten (40,6 km/h) erreichte. Der Dampf wurde von 18 Yarrow-Wasserrohrkesseln geliefert. Das Schiff konnte maximal 3.400 t Heizöl mitführen, was ihm bei 10 Knoten (19 km/h) eine Reichweite von 4200 Seemeilen (13.000 km) ermöglichte. Die Besatzung des Schiffes bestand aus 908 bis 997 Offizieren und Mannschaft.

### Bewaffnung
Die Hauptbewaffnung bestand aus acht 381-mm-Geschützen in vier Zwillingstürmen zwei vor und zwei hinter den Aufbauten mit der Bezeichnung A, B, X, und Y (von vorn nach achtern).Die Geschütze waren auf Mk-I-Lafetten mit einem Gewicht von 782 t und einem Seitenrichtbereich von −150 bis +150 Grad montiert. Die Kanonen selbst wogen 101 t und hatten bei einer maximalen Elevation von 30° und einer Mündungsgeschwindigkeit von 732 m/s eine Reichweite von 26.520 m. Sie verschossen 871 kg schwere Granaten mit einer Kadenz von etwa zwei Schuss pro Minute. Die Sekundärbewaffnung bestand aus vierzehn 152-mm-Kanonen. Zwölf davon befanden sich in Kasematten mittschiffs sechs auf jeder Breitseite. Die verbliebenen zwei befanden sich auf dem Schutzdeck. Die Kanone mit einem Gewicht von 7 t hatte bei einer maximalen Elevation von 40 Grad eine Reichweite von 12 km. Die 45 kg schweren Granate erreichten dabei eine Mündungsgeschwindigkeit von 861 m/s. Zur Verteidigung gegen Torpedoboote hatte das Schiff vier 47-mm-Schnellfeuergeschütze installiert und für die Flugabwehr standen zwei 76-mm-20-cwt-Schnellfeuergeschütze zur Verfügung. Außerdem war das Schiff mit vier 533-mm-Unterwasser-Torpedorohren ausgestattet.

### Sensoren, Feuerleitanlage
Die Resolution war mit zwei Feuerleitrechnern ausgestattet, von denen sich einer über dem Kommandoturm und der andere im Ausguck des Fockmasts befand.

### Panzerung
Die Schiff hatte einen Panzergürtel aus Krupp-Zementstahl. Er streckte sich von der A-Barbette bis zur Y-Barbette und war mittschiffs 330 mm dick. Davor und dahinter verjüngte er sich auf 102 mm. Darüber verlief ein 152 mm dicker Plankengang, der sich von der A-Barbette bis zur X-Barbette erstreckte und in 152 mm starken Querschotten endete. Die Geschütztürme waren mit 279 bis 330 mm starker Panzerung an den Seiten und mit 127 mm auf dem Dach geschützt. Die Barbetten waren über dem Oberdeck zwischen 152 und 254 mm dick und darunter 101 bis 152 mm. Die Deckspanzerung war ähnlich wie bei der Queen-Elizabeth-Klasse mit einer zusätzlichen 51 mm starken Deckspanzerung auf dem Hauptgürtel in Höhe des Hauptdecks. Der Kommandoturm war rundherum mit 330 mm gepanzert und hatte ein 76 mm dickes Dach. Der hintere Kommandoturm war rundherum mit 152 mm geschützt. Zum Schutz gegen Unterwasserexplosionen war das Schiff mit 38 mm starke Torpedoschotten ausgestattet, die vom vorderen bis zum hinteren Magazin verliefen